# Planaltina do Paraná
Planaltina do Paraná est une municipalité brésilienne de la microrégion de Paranavaí dans l'État du Paraná.